# Area metropolitana di Kansas City

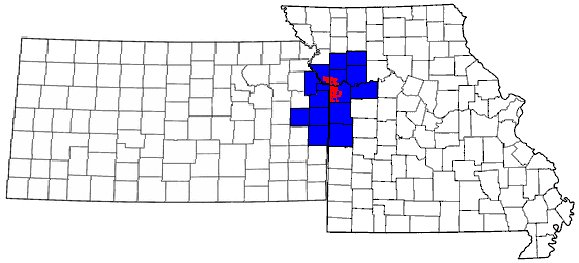
Le 15 contee dell'area metropolitana di Kansas City.

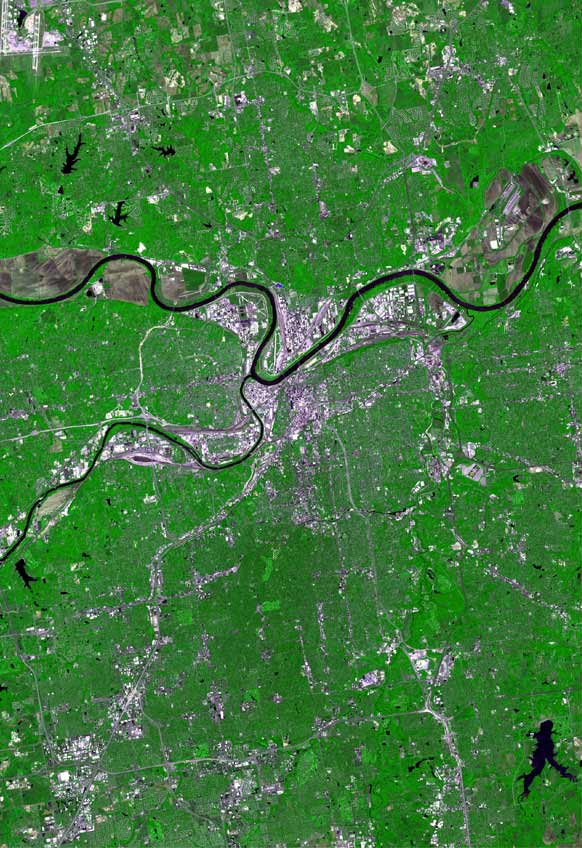
Mappa satellitare di Kansas City. Il grande fiume Missouri procede a zig zag da ovest a est; il più piccolo fiume Kansas si avvicina da sud e si connette a Kaw Point. Kansas City, Missouri, è situata immediatamente a sud della loro intersezione; North Kansas City, Missouri, è a nord est di essa e Kansas City, Kansas, è a ovest.

L'area metropolitana di Kansas City (Kansas City Metropolitan Area) è un'area metropolitana comprendente quindici contee localizzate intorno alla città di Kansas City. È situata alla confluenza dei fiumi Kansas e Missouri, a cavallo del confine tra gli Stati del Missouri e del Kansas. Nel 2018 la sua popolazione è stata stimata in 2 143 651 abitanti.
È la seconda area metropolitana del Missouri e la più grande considerando la parte localizzata nel Kansas, anche se l'area metropolitana di Wichita è la più grande area metropolitana interamente localizzata nel Kansas. 
Le città satellite con oltre 100 000 abitanti sono Independence (nel Missouri), Kansas City, Olathe e Overland Park (nel Kansas).